# 大阪市立北津守小学校
大阪市立北津守小学校（おおさかしりつ きたつもりしょうがっこう）は、大阪府大阪市西成区にある公立小学校。

## 沿革
当時の西成郡津守第一尋常高等小学校（後の大阪市立津守小学校）の児童数が増加していたことを受け、西成郡津守村は1924年、小学校を増設する計画を立てた。津守村は翌1925年4月に大阪市に編入されたが、直後の1925年10月に津守小学校（大阪市津守第一尋常小学校）より校区の北部を分離させる形で、大阪市津守第三尋常小学校として開校した。
開校当初は現在地よりやや西側（現在の北津守3丁目8番付近）に校舎があったが、1929年に現在地に移転している。
1941年には国民学校令により、大阪市北津守国民学校へ改称した。大阪市では国民学校への改編の際、従来「地域名＋創立順の番号」を名乗っていた学校については番号順での校名をやめ、地名などを取り入れた学校名へと変更する方針が同時に出された。そのため北津守の校名へと変更している。
太平洋戦争の戦局悪化により、大阪市など大都市の国民学校児童に対して1944年以降、学童疎開が指示された。大阪市では学童疎開について、縁故疎開に頼れない児童は学校から集団疎開を実施することにした。疎開先の府県は当時の22行政区各区ごとに指定され、西成区の国民学校では大阪府泉州および和歌山県が疎開先として割り当てられた。北津守国民学校では大阪府貝塚市へ集団疎開した。
1945年3月13日深夜から翌3月14日未明にかけての第一次大阪大空襲では木造校舎焼失の被害を受け、また校区も被災した。
学制改革により、1947年に大阪市立北津守小学校となった。1950年9月のジェーン台風では津守町（現在の北津守・津守・南津守）に大きな被害を受け、北津守小学校も校舎浸水の被害を受けた。また1961年の第2室戸台風でも校区一帯が被災している。

### 年表
- 1925年10月20日 - 大阪市津守第三尋常小学校として創立。
- 1929年 - 現在地へ移転。
- 1934年9月21日 - 室戸台風で被災、校舎が倒壊。
- 1941年4月1日 - 国民学校令により、大阪市立北津守国民学校と改称。
- 1944年 - 貝塚市へ学童集団疎開。
- 1945年3月13日 - 大阪大空襲で校舎被災。
- 1947年4月1日 - 学制改革により、大阪市立北津守小学校と改称。
- 1950年9月3日 - ジェーン台風で校舎・校区浸水被害。
- 1980年 - 新校舎が完成。

## 通学区域
- 大阪市西成区 北津守（4丁目の一部を除くほぼ全域）、津守1丁目13番の一部。

卒業生は大阪市立鶴見橋中学校に進学する。

## 交通
- 南海汐見橋線 木津川駅 南へ約400m、または津守駅 北へ約500m。
- 大阪環状線・関西本線（大和路線） 今宮駅 西へ約1.2km、または芦原橋駅 南西へ約1.2km。
- 大阪シティバス 北津守バス停。